# Dekanija Nova Cerkev
Dekanija Nova Cerkev je bila rimskokatoliška dekanija Celjskega naddekanata Škofije Celje. Ukinjena je bila 1. septembra 2021 ob reorganizaciji naddekanatov in dekanij, pri čemer je bila z Dekanijo Celje združena v novo Dekanijo Celje - Nova Cerkev.

## Župnije
1. Župnija Črešnjice
2. Župnija Dobrna
3. Župnija Frankolovo
4. Župnija Ljubečna
5. Župnija Nova Cerkev
6. Župnija Šmartno v Rožni dolini
7. Župnija Št. Jošt na Kozjaku
8. Župnija Vitanje
9. Župnija Vojnik